# Guacimal
Guacimal es un distrito del cantón de Puntarenas, en la provincia de Puntarenas, de Costa Rica.

## Historia
Guacimal fue creado el 14 de diciembre de 1939 por medio de Decreto Ejecutivo 45.

## Geografía
Guacimal cuenta con un área de 114,94 km² y una altitud media de 350 m s. n. m.

## Demografía
Para el año 2022, Guacimal cuenta con una población estimada de 1339 habitantes, y para el último censo efectuado, en 2011, Guacimal contaba con una población de 923 habitantes.

## Localidades
- Poblados: Alto Méndez, Altos Fernández, Ángeles, Guaria, Lajón, San Antonio, Santa Rosa, Surtubal, Veracruz.

## Transporte

### Carreteras
Al distrito lo atraviesan las siguientes rutas nacionales de carretera:
- Ruta nacional 605
- Ruta nacional 606